# Europees kampioenschap basketbal mannen 1935

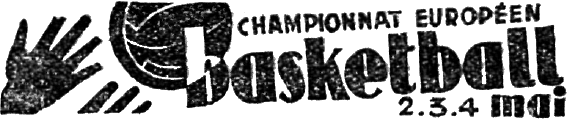
Logo

Eurobasket 1935 is het eerste gehouden Europees Kampioenschap basketbal. Het toernooi is daarnaast ook het eerste gehouden grote basketbaltoernooi wereldwijd. Eurbasket 1935 werd georganiseerd door FIBA Europe en diende vooral als test voor de Olympische Spelen van 1936, waar voor het eerst basketbal erkend werd als een officiële olympische sport. Tien landen die ingeschreven waren bij de FIBA namen deel aan het toernooi dat gehouden werd in mei 1935 te Genève, Zwitserland. Letland werd de uiteindelijke winnaar.

## Eindklassement
| Plaats | Land              | Ges. | W | V | PV  | PT  | Verschil |
| ------ | ----------------- | ---- | - | - | --- | --- | -------- |
| 1      | Letland           | 3    | 3 | 0 | 98  | 49  | +49      |
| 2      | Spanje            | 3    | 2 | 1 | 64  | 58  | +6       |
| 3      | Tsjecho-Slowakije | 3    | 2 | 1 | 65  | 65  | 0        |
| 4      | Zwitserland       | 4    | 2 | 2 | 111 | 79  | +32      |
| 5      | Frankrijk         | 4    | 3 | 1 | 165 | 103 | +62      |
| 6      | België            | 3    | 1 | 2 | 76  | 85  | −9       |
| 7      | Italië            | 4    | 2 | 2 | 121 | 101 | +20      |
| 8      | Bulgarije         | 4    | 1 | 3 | 78  | 125 | −47      |
| 9      | Hongarije         | 3    | 1 | 2 | 55  | 85  | −30      |
| 10     | Roemenië          | 3    | 0 | 3 | 49  | 132 | −83      |

## Kwalificatie
Alvorens het toernooi begon werd een kwalificatiewedstrijd gespeeld tussen Spanje en Portugal. De wedstrijd, die in Madrid werd gespeeld met de Spaanse coach als scheidsrechter, werd door de Spanjaarden met 33-12 gewonnen.

## Resultaten

### Voorronde
De voorrondewedstrijden waren enkelvoudige wedstrijden tussen twee teams, waarbij de verliezers doorgingen naar de classificatieronde. Drie van de vijf winnaars gingen door naar de halve finale, en de twee overige winnaars (Italië en Zwitserland) speelden tegen elkaar in de zesde voorronde-wedstrijd. De winnaar van deze wedstrijd ging door naar de halve finale en de verliezer naar de classificatieronde.
Dikgedrukt = winnaar wedstrijd; Schuingedrukt = door naar halve finale
| Spanje            | 25 - 17 | België    |
| Letland           | 46 - 12 | Hongarije |
| Tsjecho-Slowakije | 23 - 21 | Frankrijk |
| Italië            | 42 - 23 | Bulgarije |
| Zwitserland       | 42 - 9  | Roemenië  |
| Zwitserland       | 27 - 17 | Italië    |

### Classificatieronde
De classificatieronde bepaalde welke teams het 5e, 6e, 7e, 8e, 9e en 10e team werd.
Classificatie 5-10: winnaar naar classificatie 5-8, verliezer naar classificatie 9/10.
| Bulgarije | 22 - 19 | Hongarije |
| Frankrijk | 66 - 23 | Roemenië  |

Classificatie 9/10: winnaar wordt 9e, verliezer wordt 10e
| Hongarije | 24 - 17 | Roemenië |

Classificatie 5-8: winnaar naar classificatie 5/6, verliezer naar classificatie 7/8
| Frankrijk | 29 - 27 | Italië    |
| België    | 29 - 11 | Bulgarije |

Classificatie 7/8: winnaar wordt 7e, verliezer wordt 8e
| Italië | 35 - 22 | Bulgarije |

Classificatie 5/6: winnaar wordt 5e, verliezer wordt 6e
| Frankrijk | 49 - 30 | België |

### Halve finales
In de twee halve finales kwamen de vier winnaars van de voorrondes tegenover elkaar te staan. De winnaars gingen door naar de finale en de verliezers zouden strijden voor de 3e plaats
| Letland | 28 - 19 | Zwitserland       |
| Spanje  | 21 - 17 | Tsjecho-Slowakije |

### Finales
Tijdens Eurobasket 1935 kregen de nummers 1, 2 en 3 geen medaille.
Wedstrijd om 3e plaats:
| Tsjecho-Slowakije | 25 - 23 | Zwitserland |

Finale:
| Letland | 24 - 18 | Spanje |

| Eurobasket 1935 winnaar |
| ----------------------- |
| Letland Eerste titel    |